# Titia Timmenga
Grietje (Titia, Titie) Timmenga (Leeuwarden, 21 december 1918 – Utrecht, 18 juni 1978) was een Nederlandse verzetsstrijdster tijdens de Tweede Wereldoorlog. Na de oorlog werd ze tandarts in Utrecht.

## Levensloop
Titia Timmenga werd geboren in Leeuwarden, als dochter van Bernard Timmenga en Pietje de Jong. Haar vader was compagnon van orgelmakerij Bakker & Timmenga. Ze voerde de achternaam Timmenga, ofschoon deze in de geboorteakte wordt gespeld als Timminga. In 1939 slaagde ze voor het diploma HBS (6-jarige opleiding) aan de gemeentelijke Meisjes HBS in Leeuwarden. Ze ging vervolgens naar Utrecht voor de opleiding tandheelkunde. Ze werd lid van de UVSV. In 1945 was ze praeses van de vereniging.

### Tweede Wereldoorlog
Titia Timmenga was een van de personen die vanaf eind 1943 het Utrechts Kindercomité draaiende hielden, nadat de oprichters en andere kernleden om allerlei redenen waren weggevallen of afgehaakt. Ze hielp Annie de Waard met het (zonder bonnen) verzamelen en distribueren van goederen voor onderduikers in Utrecht. 
Samen De Waard publiceerde ze in 1944 het gedicht "Hoog rijst het bolwerk der menschelijkheid", ter gelegenheid van het UVSV-lustrum. De Waard schreef het gedicht en Timmenga verzorgde de illustraties. Het gedicht werd door De Bezige Bij gedrukt in een oplage van circa 500 exemplaren.
Toen De Waard moest onderduiken, trokken ze samen in een leegstaande woning aan het Lepelenburg, tegenover het kantoor van de SD. Timmenga kreeg vervolgens roodvonk en werd wekenlang door De Waard verpleegd. Timmenga en De Waard bleven hier tot aan het einde van de oorlog wonen. Hun belangrijkste werk bleef het distribueren van goederen.

### Na de oorlog
Timmenga slaagde in 1947 voor het tandartsexamen. In 1948 vestigde ze zich als zelfstandig tandarts. Ze was lid van de Vereniging voor Vrouwenbelangen, waarvoor ze het afdelingssecretariaat in Utrecht beheerde.
Ze trouwde in 1955 met E.F. Hooijkaas (1902-1975), met wie ze een zoon kreeg.
Ze overleed als weduwe in Utrecht en werd gecremeerd op Begraafplaats Daelwijck.
- International Standard Name Identifier: 0000 0003 9038 9031
- Nederlandse Thesaurus van Auteursnamen: 340366591
- Virtual International Authority File: 284022427